# Chronologie des droits reliés à la reproduction
La chronologie des droits reliés à la reproduction énumère les lois et les décisions légales affectant les droits humains en matière de procréation.
Ces droits sont une sous-catégorie des droits de l'homme traitant des questions de la reproduction humaine et de la santé génésique.
Ces droits peuvent inclure tout ou une partie des droits suivants : droit à l'avortement, droit à la contraception, droit à l'accès à des soins de qualité liés à la reproduction, et le droit d'avoir accès à l'information (planning familial) afin de pouvoir effectuer ses propres choix sans coercition, discrimination, ni violence.
Les droits liés à la reproduction peuvent également inclure le droit à l'éducation en termes de contraception et d'infections sexuellement transmissibles, le choix en matière de stérilisation, d'avortement, de contraception et la protection contre les mutilations liées au genre comme l'excision ou les mutilations génitales masculines,,.

## XVIIeauXIXesiècle
- Fin du XVIe siècle – Sir Edward Coke introduit la règle de la « naissance vivante », dans le droit commun anglais, qui stipule que certaines lois criminelles (homicide, agression) ne s'appliquent que si l'enfant est né vivant.
- 1765 – L'avortement après les premiers mouvements fœtaux n'est plus considéré comme un homicide en Angleterre. William Blackstone confirme la règle de la naissance vivante mais la considère comme un « délit haineux »[4],[5].
- 1803 – La Lord Ellenborough's Act est promulguée au Royaume-Uni, punissant de la peine de mort l'avortement après les premiers mouvements fœtaux[6],[7].
- 1842 – Au Japon, le Shogunat interdit l'avortement à Edo. La loi ne s'applique pas au reste du pays[8].
- 1861 – Le Parlement du Royaume-Uni vote la loi sur les Délits contre la Personne (Offences against the Person Act) qui interdit l'avortement.
- 1869 – Le pape Pie IX déclare que l'avortement est un péché mortel, quelles que soient les circonstances, et que quiconque participe à un avortement s'excommunie de l'église catholique romaine[9].
- 1869 – Le parlement canadien unifie le droit criminel à travers tout le Canada, interdisant ainsi l'avortement sur l'ensemble du territoire[9].
- 1873 – Le Congrès américain adopte le Comstock Act qui rend illégal l'envoi postal de tout matériel « obscène, lubrique et/ou luxurieux. » Ceci inclut le matériel contraceptif et l'information sur la contraception ou l'avortement (voir également Histoire de l'avortement)[10].
- 1820–1900 – Les médecins de l'Association médicale américaine et les législateurs rendent tous les types d'avortement illégaux aux États-Unis[11].
- 1850–1920 – Durant le combat pour le droit de vote des femmes aux États-Unis, d'importantes figures du mouvements comme Elizabeth Cady Stanton ou Mary Wollstonecraft se déclarent contre l'avortement.

## Années 1910 à 1960
- 1918 – Aux États-Unis, Margaret Sanger est inculpée par un tribunal New Yorkais pour avoir distribué des informations sur la contraception. En appel, sa condamnation est annulée : les contraceptifs peuvent être promus légalement pour prévenir les maladies[12].
- 1920 – Lénine légalise l'avortement en Union Soviétique[13].
- 1931 – Le Mexique est le premier pays au monde à légaliser l'avortement en cas de viol[14].
- 1932 – La Pologne est le premier pays en Europe à légaliser l'avortement en cas de viol ou de menace pour la santé de la mère.
- 1935 – L'Islande est le premier pays occidental à légaliser l'avortement dans des conditions limitées[15].
- 1935 – L'Allemagne nazie modifie une loi eugénique (Loi pour la Prévention d'une descendance présentant des maladies héréditaires) afin de promouvoir l'avortement pour les femmes souffrant de désordres héréditaires[16]. La loi autorise l'avortement si la femme donne son consentement et si le fœtus n'est pas encore viable[17],[18] et pour « purifier la race »[19],[20].
- 1936 – Afin d'accroître la population, Joseph Staline annule la plupart des lois pro-avortement de Lénine[21].
- 1936 – Un appel de la Cour fédérale des États-Unis statue dans « United States v. One Package of Japanese Pessaries » que le gouvernement fédéral ne peut pas objecter lorsqu'un médecin prescrit un contraceptif à ses patients[12].
- 1936 – Heinrich Himmler, chef des SS, crée le « Bureau central du Reich contre l'homosexualité et l'avortement ». Inspiré par des bureaucrates du Bureau principal pour la race et le peuplement, Himmler espère inverser le déclin de la natalité de la race aryenne, qu'il attribue à l'homosexualité masculine et à l'avortement de femmes aryennes pratiqué malgré l'interdiction de la loi de 1935[22]. Le secrétaire du Reich Martin Bormann refuse cependant de la mettre en œuvre sur ce point.
- 1938 – Au Royaume-Uni, le Dr Aleck Bourne interrompt la grossesse d'une jeune fille violée par des soldats. Il fut acquitté après s'être rendu aux autorités. Ce précédent légal autorisant un avortement pour éviter un dommage mental ou physique fut repris dans d'autres pays du Commonwealth.
- 1938 – L'avortement est légalisé sur une base limitée en Suède.
- 1942 – En France, sous le Régime de Vichy, l'avortement devient un crime contre la sûreté de l’État par une loi du 15 février 1942. Cette loi sera abolie à la Libération.
- 1943 – En France, Marie-Louise Giraud est guillotinée le 30 juillet 1943 dans le cadre de la loi du 15 février 1942, étant reconnue coupable d'avoir pratiqué 27 avortements.
- 1948 – Au Japon, la loi sur la Protection de l'Eugénisme élargit les circonstances dans lesquels l'avortement est autorisé[8].
- 1955 – L'avortement redevient légal en Union soviétique[21].
- 1959 – L'Institut du droit américain (American Law Institute) ébauche un modèle pénal qui permettrait de légaliser l'avortement.
- 1965 – Dans le cas « Griswold v. Connecticut », la Cour suprême des États-Unis annule une des dernières lois de Comstock concernant l'interdiction de la contraception.
- 1966 – En Roumanie, le régime Ceausescu, afin d'accroître la population, interdit l'avortement et la contraception dans le pays (Décret 770 régulant l'avortement en Roumanie)[23].
- 1966 – Le Mississippi réforme sa loi sur l'avortement et devient le premier état des États-Unis à l'autoriser dans les cas de viol.
- 1967 – La loi sur l'avortement de 1967 (Abortion Act 1967), effective en 1968, légalise l'avortement au Royaume-Uni, sauf en Irlande du Nord. Aux États-Unis, la Californie, le Colorado et la Caroline du Nord réforment leurs lois sur l'avortement en se basant sur le modèle pénal de l'Institut du droit américain de 1962 (ALI MPC).
- 1967 - Loi Neuwirth légalisant la contraception en France (mais blocages administratifs nombreux, donc application partielle à partir de 1969 et pleine à partir de 1972).
- 1968 – La Géorgie et le Maryland réforment leur loi sur l'avortement en se basant sur ALI MPC.
- 1968 – Le Comité sur le Statut des Femmes du président américain Lyndon Johnson rend un rapport appelant à l'abrogation de toutes les lois sur l'avortement.
- 1969 – L'Arkansas, le Delaware, le Kansas, le Nouveau-Mexique et l'Oregon, réforment leur loi sur l'avortement en se basant sur ALI MPC.
- 1969 – Au Canada, l'article 251 du Code criminel est modifié et dépénalise l'avortement dans certaines circonstances.
- 1969 – La décision dans le cas R v Davidson rendu dans l'État de Victoria définit pour la première fois le type d'avortement légal en Australie.

## Années 1970 à ce jour
- 1970 – Les États d'Hawaï, New York, Alaska et Washington abrogent leurs lois sur l'avortement et libéralisent l'interruption de grossesse. La Caroline du Sud et la Virginie réforment leur loi sur l'avortement en se basant sur ALI MPC.
- 1970 – Le programme de planning familial « Title X » est mis en place aux États-Unis à la suite de l'adoption de la loi sur les Services de Planification Familiale et de Recherche sur la Population de 1970. Il fournit les services de planning familial à ceux qui en ont besoin.
- 1971 – Le parlement indien, sous le gouvernement d'Indira Gandhi, adopte la loi sur l'Interruption de grossesse médicale en 1971. L'inde devient ainsi l'un des premiers pays à adopter une telle loi. Cette loi est d'autant plus importante que l'Inde est traditionnellement conservatrice sur ce type de sujet[24].
- 1972 – La Floride réforme sa loi sur l'avortement en se basant sur ALI MPC.
- 1972 – La Cour Suprême des États-Unis étend le droit à la contraception aux couples non mariés par les arrêts Eisenstadt contre Baird et « Griswold contre Connecticut ».
- 1974 – L'âge de la contraception légale en France passe de 21 ans à 18 ans.
- 1973 – Dans l'arrêt « Roe contre Wade », la Cour suprême des États-Unis déclare que toute interdiction d'avortement durant le premier trimestre est inconstitutionnelle, permet aux États de proscrire l'avortement durant le second trimestre, sauf si celui-ci est effectué dans l'intérêt de la santé mentale ou physique de la femme. Elle légalise l'avortement quel que soit le trimestre si le médecin pense que l'avortement est nécessité par la santé mentale ou physique de sa patiente et soutient que seul l'« intérêt supérieur de l'État » pourrait justifier une réglementation qui limiterait le droit individuel à la protection de la vie privée.
- 1973 – Premier pays arabe et premier pays africain, la Tunisie autorise l'IVG sans conditions[25].
- 1973–1980 – France (1975), Allemagne de l'Ouest (1976), Nouvelle-Zélande (1977), Italie (1978) et Pays-Bas (1980) légalisent l'avortement dans des circonstances limitées (en France, hors raison médicale, l'avortement n'est pas autorisé après 10-12 semaines de gestation).
- 1976 - En Suède, la loi eugénique conditionnant l'octroi de certaines aides sociales à une stérilisation forcée est abolie.
- 1976 – La Tunisie se dote d'un Programme national de Planning familial, 3 ans après la dépénalisation sans conditions de l'IVG, avec des services gratuits et anonymes pour toutes les femmes[26].
- 1976–1977 – Henry Hyde, député de l'Illinois, fait passer l'Amendement Hyde qui autorise un État à interdire l'utilisation du fond Medicaid pour les avortements.
- 1978 – Aux États-Unis, la loi fédérale contre la Discrimination lors de la Grossesse punit la discrimination au travail liée à la grossesse, l'accouchement ou les problèmes connexes[27].
- 1979 – La Chine promulgue la politique de l'enfant unique pour atténuer les problèmes sociaux, économiques et environnementaux[28], encourageant les couples à n'avoir qu'un enfant au maximum et imposant des amendes en cas de violation de la politique.
- 1979 – En Irlande, la loi pour la Santé (et le planning familial) autorise la vente de contraceptifs sur ordonnance.
- 1983 – Par referendum, l'Irlande ajoute un 8e amendement à sa Constitution reconnaissant le « droit à la vie des enfants non nés ». L'avortement demeure illégal, sauf pour sauver la vie de la femme.
- 1985 – L'amendement de 1985 à la loi pour la Santé (et le planning familial) en Irlande autorise la vente libre de préservatifs et spermicides aux personnes âgées de plus de 18 ans.
- 1985 – Au Royaume-Uni, la loi de 1985 sur l'Interdiction de l'Excision fait de cette mutilation un crime à travers tout le pays. En 2003, elle est remplacée par la loi contre la Mutilation Génitale des Femmes, à laquelle s'ajoutera en 2005 la loi sur l'Interdiction de la Mutilation Génitale des Femmes (Écosse) qui étendent la législation pour punir les citoyens britanniques qui effectueraient de tels actes hors des frontières du royaume.
- 1988 – La France légalise la pilule abortive RU-486.
- 1988 – La Cour suprême du Canada, dans l'arrêt R. c. Morgentaler invalide une tentative locale de réglementer l'avortement au Canada.
- 1989 – La décision de la Cour suprême des États-Unis (Webster v. Reproductive Health Services) renforce le droit des États à empêcher l'utilisation de fonds publics pour proposer ou soutenir un service lié à l'avortement.
- 1990 – Au Royaume-Uni, la loi sur l'Avortement est modifiée afin de limiter à 24 semaines le délai autorisé pour l'avortement (plutôt que les 28 autorisées jusque-là) sauf dans des cas exceptionnels.
- 1992 – Par l'arrêt « Planned Parenthood v. Casey », la Cour Suprême des États-Unis confirme la jurisprudence Roe v. Wade mais autorise les États à interdire l'avortement après le point de viabilité du fœtus, à l'exception des cas risquant la santé de la femme.
- 1993 – En Irlande, l'amendement de la Loi sur la Santé (et le Planning familial) autorise la vente libre des contraceptifs.
- 1993 – La Pologne interdit l'avortement, sauf en cas de viol, d'inceste, de problèmes congénitaux sévères ou de menace pour la santé de la femme enceinte.
- 1994 – La Loi pour l'Accès Libre aux Entrées des Cliniques est adoptée par le Congrès des États-Unis. Elle interdit l'usage de la force ou de l'obstruction pour empêcher quelqu'un de donner ou recevoir des soins liés à la reproduction.
- 1997 – En Afrique du Sud, la loi pour le Choix de l'Interruption de Grossesse de 1996 est adoptée, elle autorise l'avortement. La loi de 1975 sur l'Avortement et la Stérilisation, qui limitait le droit à l'avortement, est abrogée.
- 1998 – La division du Transvaal de la Cour suprême d'Afrique du Sud, dans Christian Lawyers Association and Others v. Minister of Health and Others, confirme la loi pour le Choix de l'Interruption de Grossesse, faisant valoir que la Constitution d'Afrique du Sud n'interdit pas l'avortement[29].
- 1999 – Aux États-Unis, le Congrès vote l'interdiction d'une procédure d'avortement tardif basée sur la dilatation du col et l'extraction du fœtus. Ses opposants baptisent la procédure (Partial-birth Abortion). Le président Bill Clinton appose son veto contre cette interdiction.
- 2000 – Aux États-Unis, la RU-486 est approuvée par la Food and Drug Administration (FDA). Dans l'arrêt « Stenberg v. Carhart », la Cour suprême des États-Unis, rejette une loi de l'état du Nebraska qui interdisait la procédure d'avortement par naissance partielle.
- 2001 – La contraception des mineures devient légale en France alors qu'elle a longtemps été un sujet controversé.
- 2003 – Le Président George W. Bush ratifie la loi contre la procédure de dilatation et extraction intacte. Après que la loi fut contestée dans trois procédures d'appel, la Cour Suprême des États-Unis estima qu'elle était constitutionnelle car, contrairement à la loi du Nebraska, elle n'était ni vague, ni trop générale. La Cour estima également qu'interdire la procédure n'était pas une « charge excessive », même s'il n'est pas prévu d'exception en cas d'atteinte à la santé de la femme.
- 2005 – La loi de réduction du déficit de 2005 (implémentée en janvier 2007) empêche les centres de santé pour étudiants et  de nombreux prestataires de soins de participer au programme de médicaments à prix réduits qui permet de vendre moins cher des contraceptifs aux étudiants et aux femmes à bas revenus aux États-Unis.
- 2007 – Le Parlement portugais vote la légalisation de l'avortement durant les dix premières semaines de grossesse. Le premier referendum sur le sujet est rejeté du fait de la faible mobilisation de la population, les sondages révélant qu'une grande majorité de la population est cependant favorable à l'avortement à un stade précoce[30]. Le second referendum est accepté et le président Cavaco Silva promulgue la loi en avril 2007[31],[32].
- 2007 – Le gouvernement de Mexico légalise l'avortement pendant le 12 premières semaines de la grossesse et prend en charge ces avortements. Le 28 août 2008, la Cour suprême du Mexique confirme la loi[33].
- 2007 – La Cour suprême des États-Unis confirme la loi contre l'avortement par naissance partielle de 2003[34].
- 2008 – L'État de Victoria en Australie vote un projet de loi qui dépénalise l'avortement, l'autorisant jusqu'à la 24e semaine de grossesse[35].
- 2009 – En Espagne, un projet de loi décriminalise l'avortement et le rend accessible aux femmes durant les 14 premières semaines de grossesse[36].
- 2011 – Le département américain de la Santé introduit une politique imposant aux assurances privées de couvrir les frais de contraception féminins sans ticket modérateur, ni déduction[37],[38].
- 2012 – Aux Philippines, le Congrès promulgue la loi sur la Parentalité Responsable et la Santé de la Reproduction qui garantit l'accès à la contraception, au contrôle de la fertilité et aux soins maternels. Le projet comprend également l'éducation sexuelle à l'école[39],[40].
- 2012 – L'Uruguay légalise l'avortement durant le premier trimestre[41].
- 2012 - La Cour européenne des droits de l’homme reconnait que la stérilisation forcée imposée à deux femmes roms slovaques est un traitement inhumain et dégradant en violation de l’article 3 de la Convention européenne des droits de l’homme[42],[43].
- 2018 - Le 25 mai 2018, les Irlandais votent à 66 % en faveur de la légalisation de l'interruption volontaire de grossesse lors du référendum organisé par le gouvernement irlandais. La victoire historique des partisans de l'IVG permet donc au gouvernement de Leo Varadkar de préparer une loi, prévue à l'été 2018, permettant l'avortement jusqu'à la douzième semaine de grossesse [44].
- 2019 - La Corée du Sud autorise l'IVG à partir du 1er janvier 2021[45].
- 2019 - En décembre, l'Argentine autorise l'accès à l'avortement après un viol[46].
- 2022 - Avec la décision Dobbs v. Jackson Women's Health Organization, 597 U.S.   (2022), la Cour suprême des États-Unis statue que la Constitution des Etats-Unis ne confère pas le droit à l'avortement et renverse ainsi Roe v. Wade (1973) et Planned Parenthood v. Casey (1992)[47],[48] qui garantissaient jusque-là aux femmes l'accès à l'avortement.
- 2022 - La Cour constitutionnelle de Colombie dépénalise l'avortement jusqu'à la 24e semaine de gestation[49].